# Jan Pruijn
Jan Pruijn (Elst, 12 oktober 1958) is een Nederlands voetbalcoach.
Pruijn speelde als voetballer alleen in het amateurvoetbal bij VV De Bataven en De Treffers en haalde daarin de Hoofdklasse. In 1985 werd hij trainer bij De Treffers uit Groesbeek. Met De Treffers werd hij drie maal kampioen in Zondag Hoofdklasse C en eenmaal algemeen amateurkampioen. Tussen 1991 en 1994 was hij trainer van N.E.C. waarmee hij in 1994 promoveerde naar de eredivisie en de finale van de KNVB beker haalde. Hij werkte nog een jaar bij De Treffers en een seizoen als hoofdcoach bij Helmond Sport.
Hierna werd hij voetbalconsultant en werkte onder bij Urawa Red Diamonds, de Chinese voetbalbond, Real Sociedad, FC Porto, FC Basel en enkele teams in Engeland. Ook richtte hij een bedrijf in voetbalkampen in de Verenigde Staten op en was hij ondertussen trainer bij de jeugdafdeling van de Libanese voetbalbond, de KNVB, AFC Amsterdam, SV Venray en Al Ain FC.
In 1999 trad hij in dienst van AFC Ajax als manager internationale jeugdopleiding. Hij werkte bij de Ajax filialen in Ghana, België en Zuid-Afrika. In 2008 volgde hij Hans Vonk op als technisch directeur bij Ajax Cape Town. In oktober 2009 was hij kort interim-hoofdcoach bij Ajax Cape Town waarna hij assistent werd van Foppe de Haan. Ook van eind 2012 tot begin 2013 was hij interim hoofdtrainer. Medio 2015 verlaat Pruijn Zuid-Afrika en in het seizoen 2015/16 gaat hij VV Alverna trainen. Daar werd hij medio 2018 opgevolgd door Jeffrey Kooistra. Medio 2021 gaat hij Sportclub N.E.C. trainen. In het seizoen 2022-2023 wordt Pruijn de hoofdtrainer van Volharding 